# Theridion proximum
Theridion proximum is een spinnensoort uit de familie van de kogelspinnen (Theridiidae).
De wetenschappelijke naam van de soort werd in 1964 gepubliceerd door Reginald Frederick Lawrence.